# Les Pedreres (Tarragona)
Les Pedreres es una entidad de población española del municipio de Santa Oliva, perteneciente a la provincia de Tarragona, en la comunidad autónoma de Cataluña. En 2022, la entidad singular de población tenía empadronados 1937 habitantes y el núcleo de población, 1769.